# هالف مون (بازیکن لاکراس)
هالف مون (انگلیسی: Half Moon; ۳۰ آوریل ۱۸۷۲ – ۲۹ اوت ۱۹۴۸) بازیکن لاکراس اهل کانادا بود.